# Bandera de los Países Bajos
La bandera de los Países Bajos se divide en tres franjas horizontales del mismo grosor, roja la superior, blanca la central y  azul la inferior. Está regulada actualmente por un Real Decreto de febrero de 1937. Se trata de una de las tricolores más antiguas que existen en vigor.

## Colores
| Sistema     | Rojo        | Blanco        | Azul        |
| ----------- | ----------- | ------------- | ----------- |
| CMYK        | 0.82.70.34  | 0.0.0.0       | 100.65.0.64 |
| RGB         | (169,31,50) | (255,255,255) | (0,32,91)   |
| Colores web | #A91F32     | #FFFFFF       | #003366     |
| RAL         | 2002        | 9010          | 5026        |

## Historia

### Edad Media

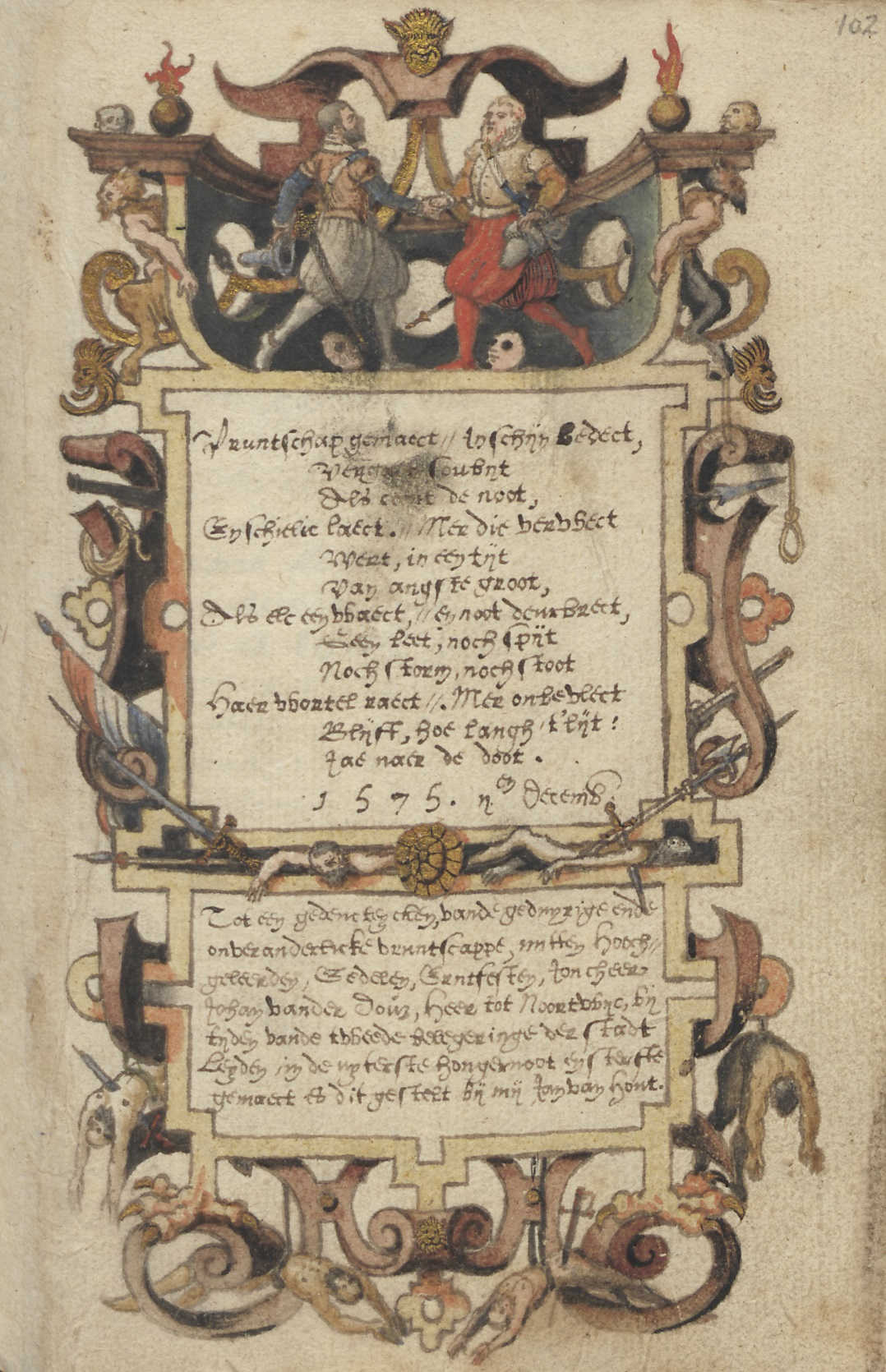
Vruntschap of Jan van Hout (1575), the oldest known colour illustration of the Dutch flag. The flag is sticking out at the left of the top panel.

Bandera de la cruz de Borgoña

A finales del siglo XV, cuando la mayoría de las provincias de los Países Bajos estaban unificadas bajo el mando del duque de Borgoña, se utilizó la bandera de la cruz de Borgoña del duque de Borgoña para las expediciones conjuntas, que consistía en una cruz roja que se asemejaba a dos ramas cruzadas y toscamente anudadas sobre un fondo blanco. Esta bandera se mantuvo en uso durante la posterior Casa de Habsburgo.

### Prinsenvlag
En 1568, las provincias de los Países Bajos se rebelaron contra el rey Felipe II de España y el príncipe Guillermo de Orange (1533-1584) se colocó a la cabeza de los rebeldes. La etimología de la Casa de Orange no está relacionada con el nombre de la fruta ni con el color. El uso de los colores naranja, blanco y azul (en neerlandés: Oranje, Wit, Blauw, del francés: Orange, Blanc, Bleu) se basaba en la librea de Guillermo y se registró por primera vez en el asedio de Leiden en 1574, cuando los oficiales holandeses llevaban brazales de color naranja, blanco y azul. La primera representación a todo color de la bandera que se conoce apareció en 1575 (ver imagen). En Gante, en 1577, Guillermo fue recibido con una serie de alegorías teatrales representadas por una joven vestida de naranja, azul y blanco. La primera referencia explícita a una bandera naval con estos colores se encuentra en las ordenanzas del Almirantazgo de Zelanda, fechadas en 1587, es decir, poco después de la muerte de Guillermo.
La combinación de colores naranja, blanco y azul se considera la primera bandera holandesa. El 400 aniversario de la introducción de la bandera holandesa se conmemoró en los Países Bajos con la emisión de un sello postal en 1972. Esto se basaba en el hecho de que en 1572 los Watergeuzen (Gueux de mer, "mendigos del mar"), los corsarios pro-holandeses, capturaron Brielle en nombre de Guillermo, príncipe de Orange. Sin embargo, no se sabe con certeza si llevaron consigo una bandera naranja, blanca y azul en el evento, aunque ciertamente comenzaron a usar una tricolor naranja, blanca y azul algo más tarde, en la década de 1570. Más tarde se la conoció como Prinsenvlag ("bandera del príncipe") y sirvió como base para la antigua bandera sudafricana, las banderas de la ciudad de Nueva York y la bandera de Albany (Nueva York), los tres antiguos dominios de la República de los Siete Países Bajos Unidos. 

### Statenvlag

La versión tribarrada de la Prinsenvlag fue el primitivo pabellón nacional de los Países Bajos.

El rojo como sustituto del naranja apareció ya en 1596, pero con más frecuencia a partir de 1630, como indican las pinturas de la época. El rojo sustituyó gradualmente al naranja (1630-1660) como signo de cambio político y de creciente disociación de la República de la Casa de Orange. Parece que antes de 1664, la bandera tricolor roja, blanca y azul se conocía comúnmente como la "bandera de Holanda" (Hollandsche Vlag), llamada así por una de las provincias rebeldes. En 1664, los Estados de Zelanda, otra de las provincias rebeldes, se quejaron de ello y una resolución de los Estados Generales introdujo el nombre de "bandera de los Estados" (Statenvlag), con el que se conocerá en adelante a la bandera tricolor roja, blanca y azul. La marina holandesa entre 1588 y 1630 siempre había exhibido la Bandera del Príncipe, y después de 1663 siempre la Bandera de los Estados, estando ambas variantes de bandera en uso durante el período de 1630 a 1662.
Se dice que la bandera tribanda roja, blanca y azul utilizada en el siglo XVII influyó en los diseños de la bandera rusa seminal y la bandera francesa. A su vez, estas dos banderas influirían posteriormente en muchas otras.

### Bandera de la República Bátava

Bandera de la República Bátava (1795-1801)

Con la Revolución bátava en los Países Bajos en la última década del siglo XVIII, y la subsiguiente conquista por los franceses, el nombre de "Bandera del Príncipe" fue prohibido y la roja, blanca y azul del Statenvlag fue la única bandera permitida, análoga como era al tricolor de la propia Francia, elegido apenas unos meses antes, irónicamente influenciado por ese mismo Statenvlag. En 1796, la parte roja de la bandera fue adornada con la figura de una doncella holandesa, con un león a sus pies, en la esquina superior izquierda. En una mano llevaba un escudo con las fasces romanas y en la otra una lanza coronada con el gorro frigio. Esta bandera tuvo una vida tan corta como la de la República Bátava para la que fue creada. Luis Bonaparte, nombrado rey de Holanda por su hermano, el emperador Napoleón Bonaparte, quería seguir una política puramente neerlandesa y respetar los sentimientos nacionales tanto como fuera posible. Eliminó la imagen de la doncella de la libertad de la bandera y restableció la antigua tricolor. Sin embargo, sus políticas pro-holandesas provocaron conflictos con su hermano, y los Países Bajos se incorporaron al Imperio francés. En 1810, su bandera fue reemplazada por los emblemas imperiales. 

### Bandera moderna
En 1813, los Países Bajos recuperaron su independencia y el príncipe de Orange regresó del exilio. Los periódicos contemporáneos informan que la bandera roja, blanca y azul ondeaba decorada con un pendón/banderín naranja y que se exhibían banderas anaranjadas de un solo color en muchos lugares del país como señal de lealtad del pueblo a la Casa de Orange. 
Poco antes del estallido de la Segunda Guerra Mundial, la bandera del Príncipe volvió a aparecer. Algunas personas estaban convencidas de que el naranja, el blanco y el azul eran los verdaderos colores de la bandera holandesa, en particular los miembros del Movimiento Nacional Socialista de los Países Bajos. Para finalizar el debate, un decreto real estableció los colores de la bandera holandesa como: 'Los colores de la bandera del Reino de los Países Bajos son rojo, blanco y azul'. (en neerlandés: De kleuren van de vlag van het Koninkrijk der Nederlanden zijn rood, wit en blauw). Se convirtió en el decreto más corto de la historia y fue emitido por la reina Guillermina el 19 de febrero de 1937.
No fue hasta el 16 de agosto de 1949 cuando el Ministerio de Marina definió los parámetros exactos del color como bermellón (rojo) brillante, blanco y azul cobalto. El banderín se suele añadir el Día del Rey (en neerlandés: Koningsdag; 27 de abril) u otras ocasiones festivas relacionadas con la familia real.